# واتارو کاجی
واتارو کاجی (انگلیسی: Wataru Kaji; ۱ مهٔ ۱۹۰۳ – ۲۶ ژوئیهٔ ۱۹۸۲) رمان‌نویس، سیاست‌مدار فعال اهل ژاپن بود.